# Latinus fils de Zeus
Pour les articles homonymes, voir Latinus.
Dans la mythologie grecque, Latinus (en grec ancien Λατίνος / Latínos) est le fils de Zeus et de Pandore (la fille de Deucalion). Il donna son nom au peuple latin. 

## Famille
Latinus est le plus souvent considéré comme le fils de Zeus et de Pandore, ce qui fait donc de Cronos et Rhéa ses grands-parents paternels et de Deucalion et Pyrrha ses grands-parents maternels. 
Il a un frère, Graecus (en), fils de Zeus et de Pandore,, et de très nombreux demi-frères et demi-sœurs de son côté paternel, formant l'abondante progéniture de Zeus.